# كارل إرنست بوك
كارل إرنست بوك (بالألمانية: Carl Ernst Bock)‏ هو عالم تشريح ألماني، ولد في 21 فبراير 1809 في لايبزيغ في ألمانيا، وتوفي في 19 فبراير 1874 في فيسبادن في ألمانيا.